# Performances no Live Earth
Esta é uma página contendo a lista das performances no Live Earth . Os shows do evento serão realizados em 7 de julho de 2007 e, de acordo com seus organizadores, contarão com mais de 150 dos artistas mais famosos do mundo.

## África

### África do Sul
- Angélique Kidjo
- Baaba Maal
- Danny K
- Joss Stone
- The Parlotones
- The Soweto Gospel Choir
- UB40
- Vusi Mahlasela
- Zola

## Américas

### Giants Stadium(East Rutherford,Estados Unidos)
- Akon
- Bon Jovi
- Roger Waters

### Praia de Copacabana(Rio de Janeiro)[2]
- Guilherme Arantes
- Pharrell Williams
- Lenny Kravitz
- Macy Gray
- O Rappa
- Marcelo D2
- Jorge Ben Jor
- Jota Quest
- Vanessa da Matta
- MV Bill
- Xuxa
- Pitty
- Apresentadora

## Ásia

### Japão
- AI
- Abingdon Boys School
- Ai Otsuka
- Ayaka
- Bonnie Pink
- Cocco
- Genki Rockets
- Kumi Koda
- Linkin Park
- Michael Nyman
- Rihanna
- Rip Slyme
- Rize
- UA
- Yellow Magic Orchestra

### China
- 12 Girls Band
- Anthony Wong
- Eason Chan
- Evonne Hsu
- Huang Xiao Ming
- Joey
- Sarah Brightman
- Soler
- Winnie Hsin

## Europa

### Estádio de Wembley(Londres,Reino Unido)
- Beastie Boys
- Black Eyed Peas
- Bloc Party
- Corinne Bailey Rae
- Damien Rice
- David Gray
- Duran Duran
- Foo Fighters
- Genesis
- James Blunt
- John Legend
- Kasabian
- Keane
- Madonna
- Metallica
- Paolo Nutini
- Pussycat Dolls
- Razorlight
- Red Hot Chili Peppers
- Snow Patrol
- Spinal Tap
- Terra Naomi

- Apresentador: Jonathan Ross

### AOL Arena(Hamburgo,Alemanha)
- Chris Cornell
- Enrique Iglesias
- Jan Delay
- Juli
- Katie Melua
- Lotto King Karl
- Maná
- Mando Diao
- Micheal Mittermeier
- Roger Cicero
- Sasha
- Shakira
- Silbermond
- Snoop Dogg
- Apresentadores: Micheal Mittermeier e Katarina Witt

## Oceania

### Aussie Stadium(Sydney,Austrália)
- Blue King Brown
- Crowded House
- Eskimo Joe
- Ghostwriters
- Jack Johnson
- The John Butler Trio
- Missy Higgins
- Paul Kelly
- Sneaky Sound System
- Toni Collette & the Finish
- Wolfmother